# Fear of the Dark (노래)
〈Fear of the Dark〉는 영국의 헤비 메탈 밴드 아이언 메이든의 곡이다. 이 밴드의 베이시스트이자 작곡가인 스티브 해리스가 작곡한 이 곡은 아이언 메이든의 1992년 음반 《Fear of the Dark》의 타이틀곡으로 쓰인다.
이 곡은 이 밴드의 가장 인기 있는 곡들 중 하나이며 여러 다른 아티스트들이 커버해 왔다. 2011년, 이 음반은 파이트스타가 《케랑!》 잡지의 《Maiden Heaven》 헌정 음반을 위해 다루었다.
《Flight 666》 버전은 2009년 6월 9일 《록 밴드》 비디오 게임 시리즈의 다운로드 가능한 콘텐츠로 출시되었다.

## 가사
이 노래의 가사는 항상 어둠을 극도로 두려워했던 한 남자의 이야기를 담고 있다. 혼자 걸었던 여러 번을 회상하고 밤에 걸으면서 미행당했던 기분을 회상한다.
브루스 디킨슨에 따르면, 스티브 해리스 자신이 어둠을 두려워했기 때문에 이 곡을 썼다고 한다.